# Gavin Cecchini
Gavin Glenn Christopher Joseph Cecchini (Lake Charles, 22 dicembre 1993) è un ex giocatore di baseball statunitense naturalizzato italiano.
Ha giocato come interbase per gran parte della sua carriera in Minor League, mentre dal suo debutto in Major league ha giocato quasi esclusivamente come seconda base.
Suo fratello maggiore Garin Cecchini, è stato giocatore della MLB in passato, con i Boston Red Sox.

## Minor League (MiLB)
Cresciuto in Louisiana, frequenta la prestigiosa Alfred M. Barbe High School di Lake Charles, dove il padre Glenn (manager della Nazionale USA under 18) dirige il programma di baseball. Già da teenager, Gavin si segnala per l'abilità sui campi da baseball e viene definito dal sito di scouting Perfect Game come “un buon atleta, con una battuta di primo livello e doti eccellenti per giocare al centro del diamante”. Terminato il liceo, rinuncia all'esperienza in NCAA e viene selezionato dai New York Mets al primo giro del draft 2012, come dodicesima scelta assoluta.
Inizia la carriera professionistica nello stesso anno con i Kingsport Mets (Appalachian League) e al termine del campionato viene promosso nei Brooklyn Cyclones (classe A-). Alla fine della stagione, la rivista specializzata Baseball America lo inserisce al secondo posto tra i giovani prospetti dei Mets e al dodicesimo posto tra i prospetti dell'Appalachian League.
Nel 2014 debutta in singolo A con i Savannah Sand Gnats, e alla fine della stagione sale in doppio A con i Binghamton Mets. Nel 2015 vince il premio di rookie dell’anno della Eastern League, la lega dove militano i Binghmanton Mets, ma il salto di qualità arriva nel 2016 quando viene promosso in triplo A per vestire la maglia dei Las Vegas 51s, trampolino di lancio verso la Major League. Nel primo anno in triplo A si segnala per l'ottimo rendimento offensivo (,325 di media battuta, 8 fuoricampo e 27 doppi), compensando così in parte le discontinue prestazioni difensive (34 errori).

## Major League (MLB)
La chiamata in prima squadra arriva il 6 settembre 2016. Debutta in Major League l'11 settembre 2016 nella vittoria per 10-3 dei New York Mets in casa degli Atlanta Braves, al Turner Field di Atlanta. Entrato come pinch hitter nell’ottavo inning, viene eliminato al piatto dal lanciatore di rilievo Brandon Cunniff. Il 24 settembre, nella sconfitta per 10-8 contro i Philadelphia Phillies al Citi Field, ottiene le prime due valide e i primi due punti battuti a casa della sua carriera in MLB, battendo due doppi al sesto e all’ottavo inning, contro i rilievi Joely Rodriguez ed Héctor Neris.
Trascorre gran parte della stagione 2017 in Minor League con i Las Vegas 51s, ma lunedì 19 giugno riesce comunque a mettere a segno il suo primo fuoricampo in Major League, nella sconfitta per 10-6 dei Mets contro i Los Angeles Dodgers, al Dodger Stadium; la vittima d'eccezione è la star Clayton Kershaw, su cui Cecchini batte un home run da due punti nel quinto inning. Dal 17 agosto passa stabilmente in prima squadra e il 16 settembre, al SunTrust Park di Atlanta, contro i Braves, fa registrare la sua migliore performance alla battuta, con tre valide (un doppio), e con due punti battuti a casa sul partente R. A. Dickey.

## Ritorno alla MiLB e leghe indipendenti
Nel 2018 giocò nella Tripla-A, disputando trenta partite, mentre nel 2019 venne assegnato alla Doppia-A, facendo segnare 43 presenze. Divenne free agent al termine della stagione.
L'8 novembre 2019, firmò un contratto con i Canberra Cavalry della Australian Baseball League, tuttavia rescisse il contratto poco dopo a causa delle preoccupazioni sull'inquinamento atmosferico causato dagli incendi boschivi.
Il 29 gennaio 2020, firmò con gli Arizona Diamondbacks che lo svincolarono però il 22 maggio, prima dell'inizio della stagione regolare. A luglio firmò con i Sugar Land Skeeters, squadra appartenente a una lega indipendente.
Il 12 maggio 2021, Cecchini firmò con i Los Angeles Angels, completando la stagione con 42 presenze nella Doppia-A e 49 nella Tripla-A. Divenne free agent a fine stagione.

## Nazionale
Grazie alle origini italiane dei nonni paterni (emigrati in California da Coreglia Antelminelli, in provincia di Lucca) Cecchini veste la maglia della Nazionale di baseball dell'Italia, con cui disputa il World Baseball Classic 2017. Il 7 marzo 2017, nella fase di preparazione al torneo, partecipa alla storica vittoria per 8-7 dell’Italia contro i Chicago Cubs, freschi campioni in carica della MLB. Nel match, giocato a Mesa, in Arizona, mette a segno due valide e un punto, e batte a casa un altro punto.

## Palmarès
- (2) MiLB.com Organization All-Star (2015, 2016)
- (1) Giocatore della settimana della Pacific Coast League (19 giugno 2016)
- (1) Mid-Season All-Star della Eastern League (2015)
- (1) Post-Season All-Star All-Star della Eastern League (2015)
- (1) Rookie dell’anno della Eastern League (2015)
- (1) Giocatore del mese della Eastern League (luglio 2015)